# Souvenir Jacques Goddet

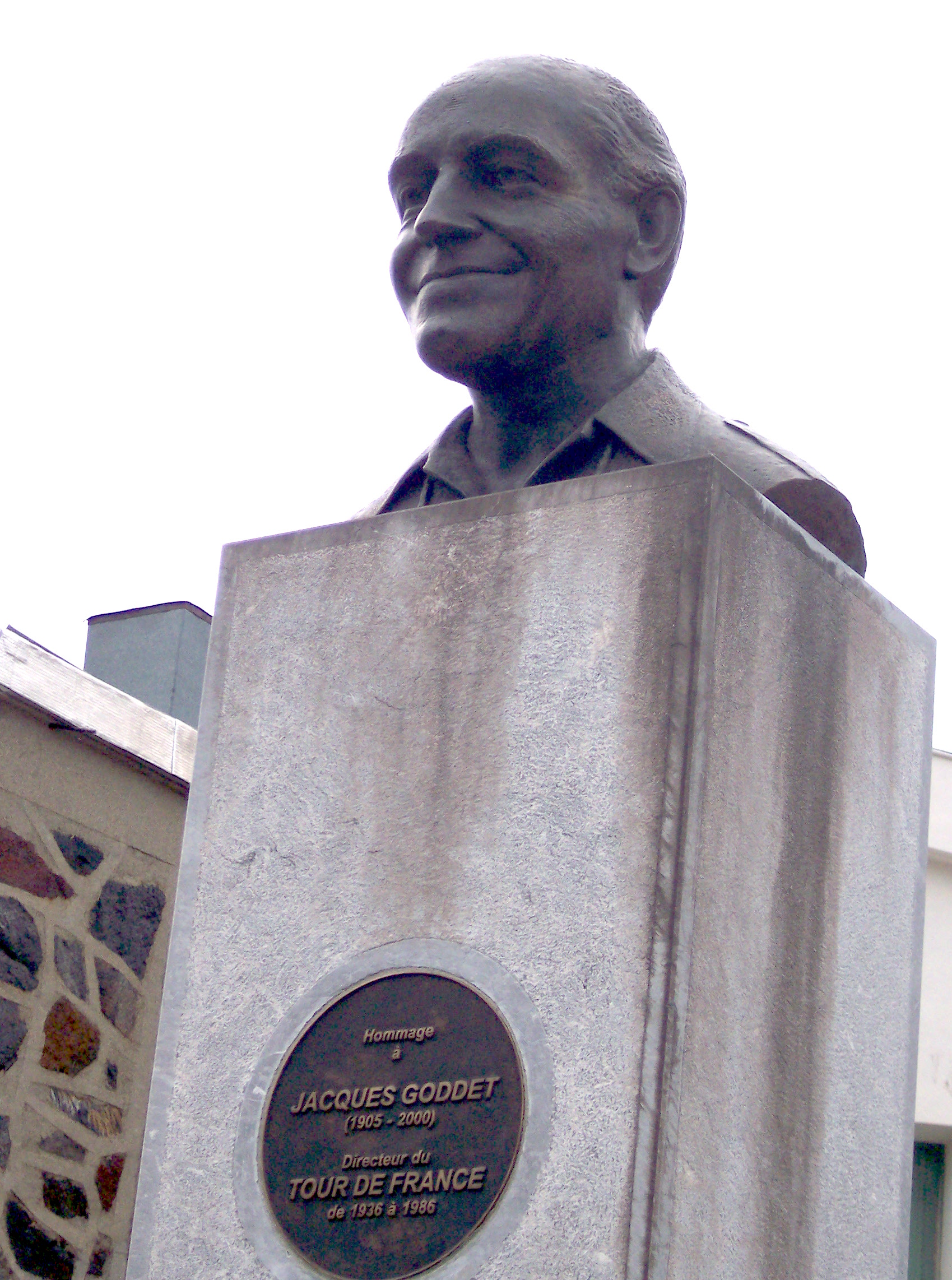
Jacques-Goddet-Denkmal am Col du Tourmalet

Das Souvenir Jacques Goddet ist eine seit 2001 bei der Tour de France ausgefahrene Sonderwertung zu Ehren des Sportjournalisten und zweiten Tourdirektoren Jacques Goddet (1905–2000).
Das Souvenir Jacques Goddet wird normalerweise auf dem Col du Tourmalet ausgefahren. In Jahren, in denen die Strecke nicht über den Tourmalet führt, wird die Wertung entweder nicht ausgetragen oder an einem anderen Berg in den Pyrenäen vergeben.
Der Fahrer, der als Erster die Bergwertung erreicht, bekommt ein Preisgeld von 5000 Euro. Thibaut Pinot war im Jahr 2019 der Erste, der die Wertung zum zweiten Mal gewann. Bisher hat noch kein Gewinner dieser Sonderwertung auch die Gesamtwertung am Ende der Rundfahrt gewonnen.

## Sieger
| Jahr    | Fahrer                     | Team                 |
| ------- | -------------------------- | -------------------- |
| 2001    | Sven Montgomery            | Française des Jeux   |
| 02002 1 | Laurent Jalabert           | Team CSC             |
| 2003    | Sylvain Chavanel           | Bonjour              |
| 2004    | nicht vergeben             | nicht vergeben       |
| 2005    | nicht vergeben             | nicht vergeben       |
| 2006    | David de la Fuente         | Saunier Duval-Prodir |
| 02007 2 | Rubén Pérez                | Euskaltel-Euskadi    |
| 2008    | Rémy Di Gregorio           | Française des Jeux   |
| 2009    | Franco Pellizotti          | Liquigas             |
| 2010    | Christophe Moreau          | Caisse d’Epargne     |
| 2011    | Jérémy Roy                 | FDJ                  |
| 2012    | Thomas Voeckler            | Europcar             |
| 2013    | nicht vergeben             | nicht vergeben       |
| 2014    | Blel Kadri                 | ag2r La Mondiale     |
| 2015    | Rafał Majka                | Tinkoff-Saxo         |
| 2016    | Thibaut Pinot              | FDJ                  |
| 2017    | nicht vergeben             | nicht vergeben       |
| 2018    | Julian Alaphilippe         | Quick-Step Floors    |
| 2019    | Thibaut Pinot              | FDJ                  |
| 2020    | nicht vergeben             | nicht vergeben       |
| 2021    | Pierre Latour              | TotalEnergies        |
| 2022    | nicht vergeben             | nicht vergeben       |
| 2023    | Tobias Halland Johannessen | Uno-X                |
| 2024    | Oier Lazkano               | Movistar Team        |
| 2025    | Lenny Martinez             | Bahrain Victorious   |

Die Wertung dieser Jahre wurden nicht am Col du Tourmalet ausgetragen: